# كيوس

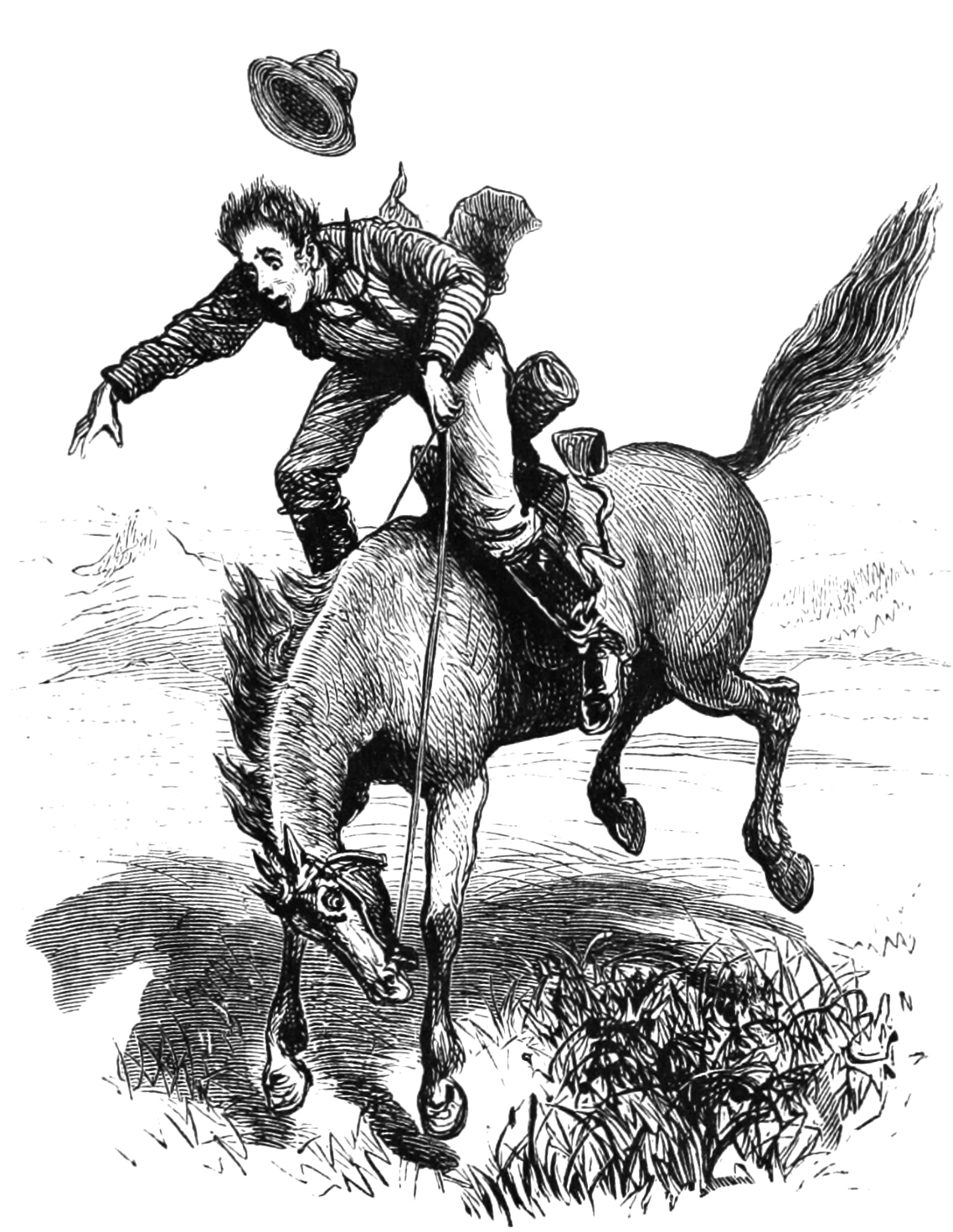
رسمة من كتاب سكريبنر الشهري مرفقة بعبارة "عناد الكيوس"، عام 1873.

الكَيُّوس هو مصطلح قديم يستخدم في الغرب الأمريكي، ويشير في الأصل إلى فرس محلي صغير، غالبًا ما يُشار إليه بأنه ذو مزاج جامح.